# Netta Barzilai
Netta Barzilai (ebraică: נטע ברזילי; n. 22 ianuarie 1993, Hod Hasharon, Districtul Central, Israel) este o cântăreață israeliană. În februarie 2018, s-a decis pentru ca Netta să reprezinte Israelul la Concursul Muzical Eurovision 2018, după ce aceasta a câștigat al cincilea sezon al show-ului HaKokhav HaBa. Piesa cu care a urcat pe scenă, „Toy” de Doron Medalie și Stav Beger, a fost lansată pe 10 martie. Cu accente de electropop și ritmuri africane, cântecul a fost văzut în mediul virtual ca un imn al mișcării #MeToo. În finala din 12 mai, Netta a câștigat Eurovision cu 529 de puncte, marcând cea de-a patra victorie a Israelului în concurs (după 1978, 1979 și 1998). Videoclipul piesei „Toy” a devenit cel mai vizualizat clip de pe canalul de YouTube al Eurovision, cu peste 125 de milioane de vizualizări.

## Biografie
Netta s-a născut pe 22 ianuarie 1993 ca fiică a lui Erez Barzilai și Einat Ben Simon în orașul Hod HaSharon, unde locuiește și astăzi. La vârsta de trei luni, s-a mutat împreună cu familia ei în Nigeria, unde tatăl ei a lucrat în construcții. Ea a locuit acolo patru ani, pentru ca, ulterior, să se întoarcă în Israel. Înainte de înscrierea obligatorie în Forțele Armate Israeliene, Netta a făcut un an de voluntariat pentru Nahal, un program paramilitar agricol al armatei israeliene, iar mai apoi s-a înrolat în marina israeliană.
Ea a studiat apoi muzica electronica la Școala „Rimon” de jazz și muzică contemporană.

## Discografie

### Single-uri
| Titlu | An   | Poziții | Poziții  | Poziții | Poziții | Poziții | Poziții | Poziții | Poziții | Poziții | Poziții | Poziții | Certificări | Album |
| Titlu | An   | ISR     | BEL (FL) | CHE     | DEU     | ESP     | FRA     | GBR     | IRL     | NLD     | NOR     | SWE     | Certificări | Album |
| ----- | ---- | ------- | -------- | ------- | ------- | ------- | ------- | ------- | ------- | ------- | ------- | ------- | ----------- | ----- |
| „Toy” | 2018 | 1       | 29       | 34      | 19      | 16      | 16      | 49      | 63      | 60      | 19      | 5       |             | N/A   |